# إدغاردو سانتوس
إدغاردو سانتوس (بالإنجليزية: Edgardo Santos) (6 مايو 1970 - ) هو ملاكم أمريكي، صنّف ضمن فئة وزن الكروزر (ملاكمة).

## وصلات خارجية
- إدغاردو سانتوس على موقع بوكس ريك (الإنجليزية) (registration required)